# Eric's Trip
Eric's Trip est un groupe de rock indépendant canadien, originaire de Moncton, dans le Nouveau-Brunswick. Mené par Rick White et Julie Doiron, c'est le premier groupe canadien à avoir signé, en 1992, un contrat avec le label Sub Pop Records.

## Biographie

### Formation et débuts discographiques (1990-1991)
En 1989, Rick White et Julie Doiron, natifs de Moncton, s’associent pour un premier projet musical nommé Emptiness Inside, en référence à une face-b du groupe My Bloody Valentine.
En 1990, le couple décide de passer à une formule plus noisy et engage Ed Vaughan (batterie) et Chris Thompson (basse). Nommé Eric’s Trip, d’après une chanson de Sonic Youth, le groupe autoproduit une cassette en décembre 1990, en s’inspirant du son lo-fi et des méthodes DIY de groupes tels que Sebadoh et Superchunk.
Le groupe donne son premier concert en avril 1991 et publie deux autres cassettes : Catapillars EP et Drownin. En septembre 1991, le batteur Ed Vaughan est remplacé par Mark Gaudet.

### Sub Pop Records (1992-1996)
En 1992, le groupe signe un contrat avec le label Sub Pop. Il assure dans la foulée la première partie de Sonic Youth à Toronto. En novembre 1993, après deux EP (Peter et Songs About Chris), le groupe publie son premier album : Love Tara,. Mixé par Bob Weston, Love Tara se présente comme une mixtape lo-fi, où les éléments punk et folk se mêlent avec une grande immédiateté. En 1994, le groupe publie l'EP The Gordon Street Haunting, puis l'album Forever Again en septembre,,.
En 1995, l'activité du groupe se réduit en raison de la maternité de Julie Doiron. Rick White publie chez Sub Pop un album avec son autre groupe Elevator To Hell. En septembre 1995 ont lieu les sessions d'enregistrement du troisième album d'Eric's Trip. Malgré l'utilisation d'un studio professionnel, une première pour le groupe, le disque conserve le penchant du groupe pour les explorations musicales lo-fi et bruyantes. Purple Blue est publié le 16 janvier 1996,. Le groupe se sépare à l'amiable une fois les tournées promotionnelles terminées.

## Formation
- Julie Doiron – basse, guitare, chant
- Rick White – chant, guitare
- Chris Thompson – basse, batterie, guitare, chant
- Ed Vaughan – batterie (1990–1991)
- Mark Gaudet – batterie, chant (depuis 1991)

## Discographie

### Albums
- 1993 : Love Tara (Sub Pop)
- 1994 : Forever Again (Sub Pop)
- 1996 : Purple Blue (Sub Pop)

### Live et compilations
- 1997 : Long Days Ride 'Till Tomorrow (Sappy Records)
- 2001 : The Eric's Trip Show (Teenage USA)
- 2002 : Live in Concert November 4th, 2001 (Great Beyond)
- 2018 : Listen (autoproduction)

### Cassettes
- 1990 : Eric's Trip
- 1991 : Catapillars EP
- 1991 : Drowning
- 1992 : Warm Girl

### Singles
- 1992 : Belong 7" EP (NIM)
- 1993 : Peter cassette/CD (Murderecords), LP (Sub Pop Germany)
- 1993 : Songs About Chris 7" EP (4 titres) / CD5 (6 titres) (Sub Pop)
- 1993 : Julie and the Porthole to Dimentia 7" EP (Sappy Records)
- 1993 : Trapped In New York 7" EP (Summershine Records)
- 1993 : Warm Girl 7" EP (Derivative)
- 1994 : The Gordon Street Haunting 7" EP / CD5 (Sub Pop)
- 1995 : The Road South 7" EP (Sonic Unyon)

### Splits
- 1994 : Laying Blame b/w Stove-Smother Split 7" avec Sloan (Cinnamon Toast Records)
- 1996 : Pillow (Red) b/w Payday and Don't Spook the Horse... Split 7" avec Moviola (metoo! records)